# Grzybówka zimowa

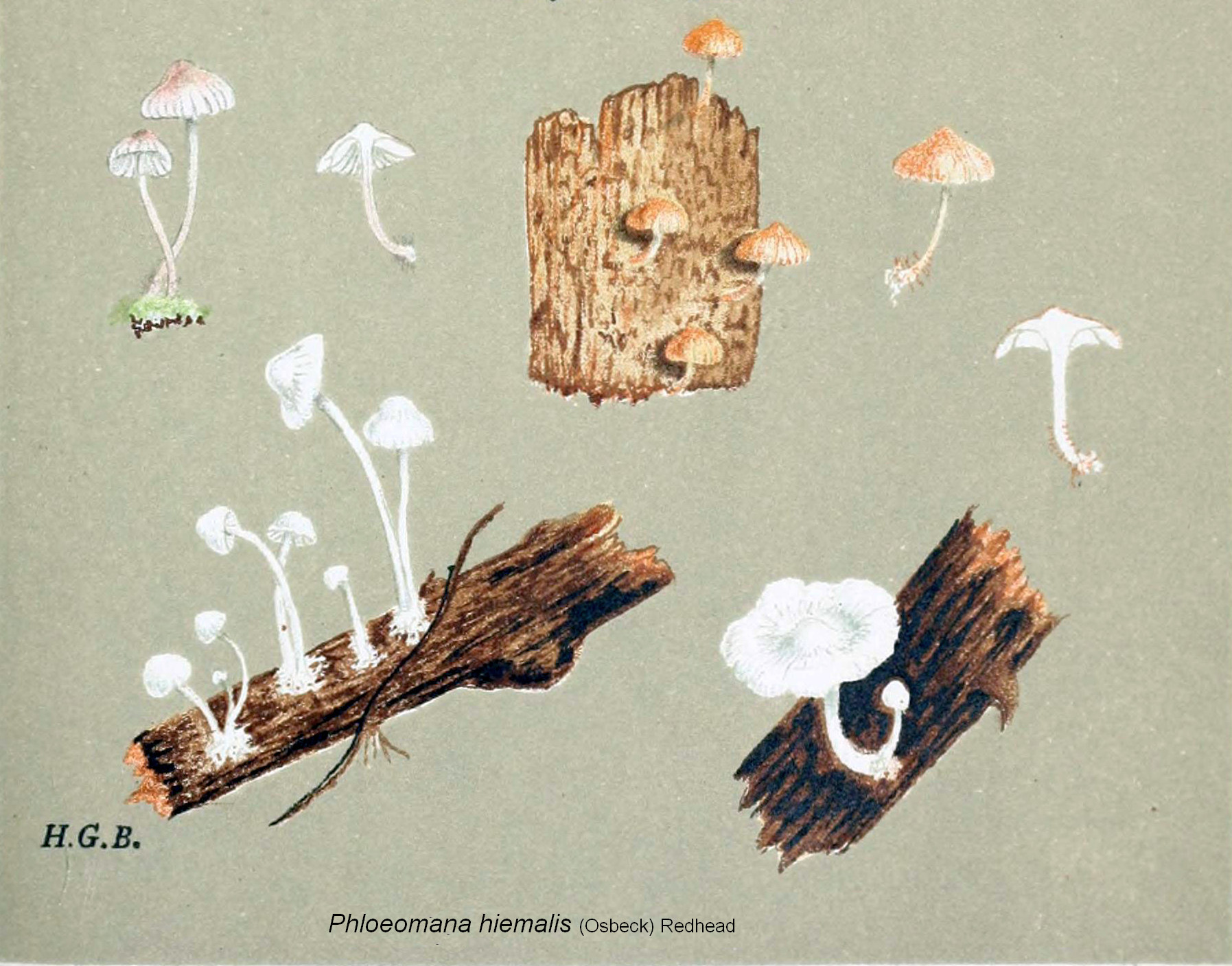

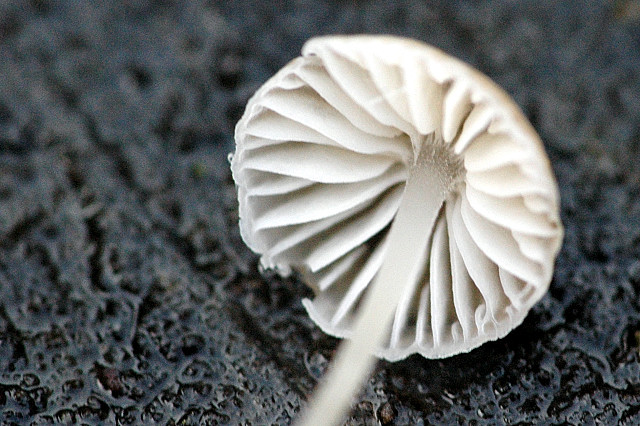

Grzybówka zimowa (Phloeomana hiemalis (Osbeck) Redhead) – gatunek grzybów z rodziny grzybówkowatych (Mycenaceae).

## Systematyka i nazewnictwo
Pozycja w klasyfikacji według Index Fungorum: Mycena, Mycenaceae, Agaricales, Agaricomycetidae, Agaricomycetes, Agaricomycotina, Basidiomycota, Fungi.
Takson ten opisał w Pehr Osbeck 1788 r. nadając mu nazwę Agaricus hiemalis. Lucien Quélet w 1872 r. przeniósł go do rodzaju Mycena, a w 2016 r. Scott Alan Redhead do rodzaju Phloeomana.
Synonimy:
- Agaricus epiphloeus Fr. 1874
- Agaricus hiemalis Osbeck 1788
- Hemimycena hiemalis (Osbeck) Singer 1938
- Marasmiellus hiemalis (Osbeck) Singer 1951
- Mycena epiphloea (Fr.) Sacc. 1887
- Mycena hiemalis (Osbeck) Quél. 1872
- Mycena hiemalis f. radicata Kühner 1938
- Mycena hiemalis f. terrestris Kühner

Nazwę polską  nadała mu Maria Lisiewska w 1987 r. Franciszek Błoński w 1889 r. opisywał ten gatunek pod nazwą bedła zimowa. Po przeniesieniu do rodzaju Phloeomana nazwy polskie są niespójne z nazwą naukową. 

## Morfologia
Kapelusz
Średnica 2–10 mm, początkowo dzwonkowaty, stożkowaty, potem wypukły, w końcu prawie płaski z małym garbkiem lub bez, płytko bruzdowany, półprzezroczyście prążkowany. Powierzchnia błyszcząca, bardzo zmienna w zakresie koloru. Może być bladobrązowa, beżowa z ciemniejszym środkiem, blado-szaro-brązowa z ciemnobrązowym środkiem, jaśniejąca z wiekiem, czasami całkowicie biała.
Blaszki
W liczbie 8–14 dochodzących do trzonu, wąsko lub szeroko przyrośnięte, o barwie od białej do bladoszarej.
Trzon
Wysokość 10–35 mm, grubość 0,5–1 mm, walcowaty, pusty w środku, wygięty. Powierzchnia oprószona lub delikatnie owlosiona, z wyjątkiem wierzchołka aksamitna, biaława, czasami żółknąca w kierunku podstawy, która pokryta jest elastycznymi, szorstkimi, bialymi włókienkami. 
Miąższ
Bez wyraźnego zapachu.
Cechy mikroskopowe
Podstawki 25–35 × 6–7 µm, maczugowate, 2-zarodnikowe, bez sprzążek, ale mogą występować okazy 4-zarodnikowe ze sprzążkami. Zarodniki 7–9,5 × 5,2–7 µm, szeroko pipetowate, gładkie, nieamyloidalne. Cheilocystydy 30–55 × 9–15 µm, tworzące sterylną strefę, wrzecionowate, ze sprzążkami lub bez, gładkie, szeroko zaokrąglone. Pleurocystydy podobne, jeśli są. Trama blaszek w odczynniku Melzera czerwonawo-brąowa. Strzępki w skórce trzonu o szerokości, pokryte prostymi, rzadziej rozgałęzionymi, cylindrycznymi, prostymi lub wygiętymi naroślami 2–9 × 1–3 µm. Strzępki w skórce trzonu o szerokości 2–6 µm, o różnym kształcie, zwykle nabrzmiałe.

## Występowanie i siedlisko
Grzybówka zimowa znana jest w Ameryce Północnej i Południowej, w Europie i Japonii. Władysław Wojewoda w zestawieniu grzybów wielkoowocnikowych Polski w 2003 r. przytacza liczne stanowiska z uwagą, że jej rozprzestrzenienie i stopień zagrożenia nie są znane. Bardziej aktualne stanowisko podaje internetowy atlas grzybów. Zaliczona w nim jest do gatunków rzadkich i wartych objęcia ochroną.
Grzyb saprotroficzny. Występuje w lasach liściastych, zwłaszcza nadrzecznych lasów wiązowych. Rośnie wśród opadłych liści na porośniętych mchem pniach próchniejących drzew. Owocniki od stycznia do marca oraz od sierpnia do grudnia.

## Gatunki podobne
Grzybówkę zimową zwykle można rozpoznać po wzroście na porośniętych mchem pniach drzew liściastych, zazwyczaj bladym kapeluszu, na ogół z brązowawym środkiem i wąsko przyrośniętych blaszkach. Czasami można ją jednak pomylić z Phloeomana alba lub z Phloeomana minutula. P. alba można rozróżnić po strzępkach skórki kapelusza, które są pokryte rozproszonymi, grubymi, nabrzmiałymi, prostymi lub szeroko klapowanymi naroślami, oraz po kulistych zarodnikach. P. minutula wyróżnia się białawym kapeluszem z żółtawym środkiem, gładkimi strzępkami skórki kapelusza i nieco inaczej ukształtowanymi cheilocystydami. Ciemnobrązowe okazy grzybówki zimowej można pomylić z grzybówką gorzka (M. erubescens), ale ten ostatni można łatwo odróżnić mikroskopowo. 